# 三角管象牙贝
三角管象牙贝（学名：Megaentalina mediocarinata），是斜口象牙贝目斜口象牙贝科Megaentalina属的一种。主要分布于台湾，常栖息在深海。